# French Tour 1980 (Fausse représentation)
Albums de Plume Latraverse
Chirurgie plastique Livraison... par en arrière
French Tour 80 est un album de Plume Latraverse, enregistré en studio lors d'une tournée de la France en novembre 1980 et publié quelques mois après. Premier opus de Latraverse en compagnie des futurs Mauvais Compagnons (ici baptisés Les Jaloux de Gustave Larochelle), il reprend en grande partie des chansons anciennes du répertoire de Plume réarrangées avec son nouveau groupe.

## Liste des titres
| No  | Titre                                                 | Durée |
| --- | ----------------------------------------------------- | ----- |
| 1.  | Petit pot de beurre quand te débeurtiporeras donc-tu? | 0:57  |
| 2.  | Léon le caméléon                                      | 1:43  |
| 3.  | Bonne soirée                                          | 7:57  |
| 4.  | Mille après mille                                     | 3:02  |
| 5.  | Encore des mots...                                    | 3:56  |
| 6.  | Assis                                                 | 2:21  |
| 7.  | Moutonoir                                             | 2:58  |
| 8.  | Ti-Jésus                                              | 0:29  |
| 9.  | French Tour... (le lendemain 7 heures du mat')        | 2:50  |
| 10. | Chien fou                                             | 3:33  |
| 11. | Le Blues de la bêtise humaine                         | 4:19  |

## Musiciens
- Plume Latraverse : guitare électrique, harmonica, voix
- Jean-Claude Marsan (W.C. Marsan) : guitare électrique "lead", piano, voix
- Denis "Chauds Les" Masson : basse électrique, voix
- Ysengourd Knorh : batterie, voix, piano (piste 9)